# Самовідданість
Самові́дданість — позитивна моральна якість особистості, що характеризує такі дії людей, які є актом самопожертвування — добровільно поступитися своїми особистими інтересами для блага інших, а інколи принесення в жертву навіть й життя заради інтересів інших людей, досягнення загальної мети в ім'я дорогих їм ідеалів.
Прояв цієї якості необхідний у виняткових обставинах, коли від людини вимагається перевищення міри своїх обов'язків, здійснюваних їм у повсякденному житті й у звичайних взаєминах між людьми, відмова від своїх законних (з точки зору даної спільноти) інтересів, аж до жертви життям.
Самовідданість є одною з важливих морально-психологічних чеснот для військовослужбовця. В умовах бойових дій вона проявляється в його здатності подолати страх, впевненості, активності та наполегливості дій, готовності свідомо пожертвувати власним життям заради виконання бойового завдання або порятунку життя товаришів.